# Молодіжна збірна Чилі з футболу
Молодіжна збірна Чилі з футболу (ісп. Selección de fútbol sub-20 de Uruguay) — представляє Чилі на молодіжних змаганнях з футболу. На відміну від європейських збірних, максимальний вік гравців в цій команді не повинен перевищувати 20 років.

## Виступи на молодіжному чемпіонаті світу
| Молодіжний чемпіонат світу | Молодіжний чемпіонат світу | Молодіжний чемпіонат світу | Молодіжний чемпіонат світу | Молодіжний чемпіонат світу | Молодіжний чемпіонат світу | Молодіжний чемпіонат світу | Молодіжний чемпіонат світу | Молодіжний чемпіонат світу |
| Рік                        | Раунд                      | І                          | В                          | Н*                         | П                          | ГЗ                         | ГП                         |                            |
| -------------------------- | -------------------------- | -------------------------- | -------------------------- | -------------------------- | -------------------------- | -------------------------- | -------------------------- | -------------------------- |
| 1977                       | Не кваліфікувались         | Не кваліфікувались         | Не кваліфікувались         | Не кваліфікувались         | Не кваліфікувались         | Не кваліфікувались         | Не кваліфікувались         |                            |
| 1979                       | Не кваліфікувались         | Не кваліфікувались         | Не кваліфікувались         | Не кваліфікувались         | Не кваліфікувались         | Не кваліфікувались         | Не кваліфікувались         |                            |
| 1981                       | Не кваліфікувались         | Не кваліфікувались         | Не кваліфікувались         | Не кваліфікувались         | Не кваліфікувались         | Не кваліфікувались         | Не кваліфікувались         |                            |
| 1983                       | Не кваліфікувались         | Не кваліфікувались         | Не кваліфікувались         | Не кваліфікувались         | Не кваліфікувались         | Не кваліфікувались         | Не кваліфікувались         |                            |
| 1985                       | Не кваліфікувались         | Не кваліфікувались         | Не кваліфікувались         | Не кваліфікувались         | Не кваліфікувались         | Не кваліфікувались         | Не кваліфікувались         |                            |
| 1987                       | 4 місце                    | 6                          | 3                          | 1                          | 2                          | 9                          | 9                          |                            |
| 1989                       | Не кваліфікувались         | Не кваліфікувались         | Не кваліфікувались         | Не кваліфікувались         | Не кваліфікувались         | Не кваліфікувались         | Не кваліфікувались         |                            |
| 1991                       | Не кваліфікувались         | Не кваліфікувались         | Не кваліфікувались         | Не кваліфікувались         | Не кваліфікувались         | Не кваліфікувались         | Не кваліфікувались         |                            |
| 1993                       | Не кваліфікувались         | Не кваліфікувались         | Не кваліфікувались         | Не кваліфікувались         | Не кваліфікувались         | Не кваліфікувались         | Не кваліфікувались         |                            |
| 1995                       | Груповий етап              | 3                          | 0                          | 2                          | 1                          | 6                          | 9                          |                            |
| 1997                       | Не кваліфікувались         | Не кваліфікувались         | Не кваліфікувались         | Не кваліфікувались         | Не кваліфікувались         | Не кваліфікувались         | Не кваліфікувались         |                            |
| 1999                       | Не кваліфікувались         | Не кваліфікувались         | Не кваліфікувались         | Не кваліфікувались         | Не кваліфікувались         | Не кваліфікувались         | Не кваліфікувались         |                            |
| 2001                       | Груповий етап              | 3                          | 1                          | 0                          | 2                          | 4                          | 8                          |                            |
| 2003                       | Не кваліфікувались         | Не кваліфікувались         | Не кваліфікувались         | Не кваліфікувались         | Не кваліфікувались         | Не кваліфікувались         | Не кваліфікувались         |                            |
| 2005                       | Другий раунд               | 4                          | 1                          | 0                          | 3                          | 7                          | 11                         |                            |
| 2007                       | 3-є місце                  | 7                          | 5                          | 1                          | 1                          | 12                         | 3                          |                            |
| 2009                       | Не кваліфікувались         | Не кваліфікувались         | Не кваліфікувались         | Не кваліфікувались         | Не кваліфікувались         | Не кваліфікувались         | Не кваліфікувались         |                            |
| 2011                       | Не кваліфікувались         | Не кваліфікувались         | Не кваліфікувались         | Не кваліфікувались         | Не кваліфікувались         | Не кваліфікувались         | Не кваліфікувались         |                            |
| 2013                       | Чвертьфінал                | 5                          | 2                          | 1                          | 2                          | 9                          | 8                          |                            |
| 2015                       | Не кваліфікувались         | Не кваліфікувались         | Не кваліфікувались         | Не кваліфікувались         | Не кваліфікувались         | Не кваліфікувались         | Не кваліфікувались         |                            |
| 2017                       | Не кваліфікувались         | Не кваліфікувались         | Не кваліфікувались         | Не кваліфікувались         | Не кваліфікувались         | Не кваліфікувались         | Не кваліфікувались         |                            |
| 2019                       | Не кваліфікувались         | Не кваліфікувались         | Не кваліфікувались         | Не кваліфікувались         | Не кваліфікувались         | Не кваліфікувались         | Не кваліфікувались         |                            |
| 2023                       | Не кваліфікувались         | Не кваліфікувались         | Не кваліфікувались         | Не кваліфікувались         | Не кваліфікувались         | Не кваліфікувались         | Не кваліфікувались         |                            |
| 2025                       | Господар                   | Господар                   | Господар                   | Господар                   | Господар                   | Господар                   | Господар                   |                            |
| Разом                      | 7/24                       | 28                         | 12                         | 5                          | 11                         | 47                         | 48                         |                            |

## Виступи на молодіжному чемпіонаті Південної Америки
| Молодіжний чемпіонат Південної Америки | Молодіжний чемпіонат Південної Америки | Молодіжний чемпіонат Південної Америки | Молодіжний чемпіонат Південної Америки | Молодіжний чемпіонат Південної Америки | Молодіжний чемпіонат Південної Америки | Молодіжний чемпіонат Південної Америки | Молодіжний чемпіонат Південної Америки | Молодіжний чемпіонат Південної Америки |
| Рік                                    | Раунд                                  | Місце                                  | І                                      | В                                      | Н                                      | П                                      | ГЗ                                     | ГП                                     |
| -------------------------------------- | -------------------------------------- | -------------------------------------- | -------------------------------------- | -------------------------------------- | -------------------------------------- | -------------------------------------- | -------------------------------------- | -------------------------------------- |
| 1954                                   | Перший раунд                           | 6-е                                    | 3                                      | 0                                      | 2                                      | 1                                      | 2                                      | 4                                      |
| 1958                                   | Фінальний раунд                        | 5-е                                    | 5                                      | 1                                      | 1                                      | 3                                      | 10                                     | 13                                     |
| 1964                                   | Фінальний раунд                        | 4-е                                    | 6                                      | 2                                      | 3                                      | 1                                      | 6                                      | 6                                      |
| 1967                                   | Перший раунд                           | 5-е                                    | 4                                      | 2                                      | 0                                      | 2                                      | 5                                      | 7                                      |
| 1971                                   | Перший раунд                           | 7-е                                    | 3                                      | 1                                      | 1                                      | 1                                      | 3                                      | 4                                      |
| 1974                                   | Перший раунд                           | 6-е                                    | 4                                      | 1                                      | 1                                      | 2                                      | 4                                      | 6                                      |
| 1975                                   | Фінал                                  | 2-е                                    | 6                                      | 3                                      | 3                                      | 0                                      | 7                                      | 1                                      |
| 1977                                   | Фінальний раунд                        | 4-е                                    | 6                                      | 2                                      | 1                                      | 3                                      | 6                                      | 10                                     |
| 1979                                   | Перший раунд                           | 5-е                                    | 4                                      | 2                                      | 0                                      | 2                                      | 8                                      | 8                                      |
| 1981                                   | Перший раунд                           | 7-е                                    | 3                                      | 1                                      | 0                                      | 2                                      | 5                                      | 4                                      |
| 1983                                   | Перший раунд                           | 7-е                                    | 4                                      | 1                                      | 0                                      | 3                                      | 4                                      | 6                                      |
| 1985                                   | Перший раунд                           | 7-е                                    | 4                                      | 0                                      | 2                                      | 2                                      | 0                                      | 4                                      |
| 1987                                   | Перший раунд                           | 5-е                                    | 4                                      | 2                                      | 0                                      | 2                                      | 9                                      | 9                                      |
| 1988                                   | Перший раунд                           | 7-е                                    | 5                                      | 1                                      | 1                                      | 3                                      | 5                                      | 9                                      |
| 1991                                   | Перший раунд                           | 6-е                                    | 4                                      | 1                                      | 1                                      | 2                                      | 7                                      | 8                                      |
| 1992                                   | Перший раунд                           | 6-е                                    | 3                                      | 1                                      | 0                                      | 2                                      | 2                                      | 2                                      |
| 1995                                   | Фінальний раунд                        | 3-є                                    | 6                                      | 1                                      | 2                                      | 3                                      | 9                                      | 13                                     |
| 1997                                   | Фінальний раунд                        | 6-е                                    | 9                                      | 2                                      | 2                                      | 5                                      | 13                                     | 21                                     |
| 1999                                   | Фінальний раунд                        | 6-е                                    | 9                                      | 4                                      | 1                                      | 4                                      | 20                                     | 14                                     |
| 2001                                   | Фінальний раунд                        | 4-е                                    | 9                                      | 3                                      | 2                                      | 4                                      | 11                                     | 17                                     |
| 2003                                   | Перший раунд                           | 7-е                                    | 4                                      | 1                                      | 0                                      | 3                                      | 4                                      | 6                                      |
| 2005                                   | Фінальний раунд                        | 4-е                                    | 9                                      | 3                                      | 3                                      | 3                                      | 20                                     | 18                                     |
| 2007                                   | Фінальний раунд                        | 4-е                                    | 9                                      | 3                                      | 3                                      | 3                                      | 20                                     | 13                                     |
| 2009                                   | Перший раунд                           | 8-е                                    | 4                                      | 1                                      | 0                                      | 3                                      | 5                                      | 7                                      |
| 2011                                   | Фінальний раунд                        | 5-е                                    | 9                                      | 3                                      | 0                                      | 6                                      | 12                                     | 19                                     |
| 2013                                   | Фінальний раунд                        | 4-е                                    | 9                                      | 6                                      | 1                                      | 2                                      | 15                                     | 9                                      |
| 2015                                   | Перший раунд                           | 9-е                                    | 4                                      | 1                                      | 0                                      | 3                                      | 4                                      | 11                                     |
| 2017                                   | Перший раунд                           | 9-е                                    | 4                                      | 0                                      | 2                                      | 2                                      | 2                                      | 4                                      |
| 2019                                   | Перший раунд                           | 9-е                                    | 4                                      | 1                                      | 1                                      | 2                                      | 3                                      | 4                                      |
| 2023                                   | Перший раунд                           | 9-е                                    | 4                                      | 1                                      | 1                                      | 2                                      | 2                                      | 5                                      |
| 2025                                   | Фінальний раунд                        | 6-е                                    | 9                                      | 2                                      | 1                                      | 6                                      | 11                                     | 18                                     |
| Разом                                  |                                        | 2-е місце                              | 170                                    | 53                                     | 35                                     | 82                                     | 234                                    | 280                                    |

## Досягнення
Молодіжний чемпіонат світу
- 3-є місце (1): 2007

Молодіжний чемпіонат Америки
- Віце-чемпіон (1): 1975
- 3-є місце (1): 1995